# NGC 5376
NGC 5376 (również PGC 49489 lub UGC 8852) – galaktyka spiralna z poprzeczką (SBab), znajdująca się w gwiazdozbiorze Wielkiej Niedźwiedzicy. Odkrył ją William Herschel 24 kwietnia 1789 roku. Jest to galaktyka z aktywnym jądrem typu LINER.